# Grups ètnics de Ruanda
Els principals grups ètnics de Ruanda són els hutus, qui representen al voltant del 85% de la població de Ruanda; els tutsis, que són del 14%; i el twa, 1%. Durant el domini de monarquia feudal tutsi del segle x, els hutus eren un grup social subjugat. No va ser fins a la colonització belga que la tensió entre els hutus i tutsis es va enfocar en la qüestió racial, els belgues propagar el mite que els tutsi eren l'ètnia superior. Les tensions resultants eventualment afavoririen la matança dels tutsis en el genocidi ruandès. Des de llavors, la política del govern ha canviat per reconèixer un únic origen ètnic: "ruandès".
En comparació amb els hutus, els tutsis tenen tres vegades més influències genètiques de les poblacions  niloticosaharianes (14,9% B) que els hutus (4,3% B).

## Genètica

### Y-ADN (llinatges paterns)
Els estudis genètics actuals del Cromosoma Y indican generalment que els tutsis, com els hutus, són majoritàriament d'extracció bantu (60% E1b1a, 20% B, 4% E3). Les influències genètiques paternes associades a la Banya d'Àfrica i nord d'Àfrica són poques (16% E1b1b), i s'atribueixen a habitants molt anteriors que foren assimilats. No obstant això, els tutsis tenen considerablement més llinatge patern niloticosaharià (14,9% B) que els hutus (4,3% B).
Trombetta et al. (2015) van trobar un 22.2% d'E1b1b en una petita mostra dels tutsis de Burundi, però no hi ha portadors de l'haplogrup entre la població local hutu i twa. El subclade era de la varietat M293, el que suggereix que els avantpassats dels tutsis en aquesta ària podrien haver assimilat alguns pastors cuixítics meridionals.

### ADNmt (llinatges materns)
No hi ha estudis genètics revisats per experts sobre l'ADNmt o llinatges materns dels tutsis. No obstant això, Fornarino et al. (2009) informen que les dades no publicades indiquen que un individu tutsi de Ruanda porta l'ADNmt haplogrup R7 associat a l'Índia.

### ADN autosòmic (ascendència global)
En general, els tutsis semblen compartir una genètica propera a les poblacions bantus, particularment els hutu. No obstant això, no és clar si aquesta similitud es deu principalment a extensius intercanvis genètics entre aquestes comunitats a través del matrimoni o si si es deriva en última instància de llurs orígens comuns:
| « | [...]generacions de flux gènic van esborrar les distincions físiques clares que podrien haver existit entre aquests dos pobles bantus - reanomenant l'altura, la constitució corporal, i els trets facials. Amb un espectre de variacions físics en els pobles, les autoritats belgues ordenaren legalment l'afiliació ètnica en la dècada de 1920, basada en criteris econòmics. Les divisions socials formals i discretes han estat reconegudes en distincions biològiques ambigües. Fins a cert punt, la permeabilitat d'aquestes categories en les dècades següents va ajudar a cosificar les distincions biològiques, generant d'una elit més alta i classe inferior més baixa, però amb poca relació amb els fons de gens que existien fa uns pocs segles. Les categories socials són reals, però hi ha ha poca o cap diferenciació genètica detectable entre hutus i tutsis. | » |

Tishkoff et al. (2009) van trobar les seves mostres mixtes hutu i tutsi de Ruanda predominantment d'origen bantu, amb un flux menor de gens de comunitats afroasiàtiques (17.7% gens afroasiàtics trobats en la població mixta hutu/tutsi).

## Situació precolonial de Ruanda
Quan els europeus van explorar per primera vegada l'àrea al voltant dels Grans Llacs que després fou Ruanda, van crear una interpretació de les persones que es troben a la zona de tres tribus racialment diferents, coexistint en un ordre social complex: els tutsis, hutus, i twa. Els tutsis, una elit minoritària d'aproximadament el 24% de la població, eren pastors alts i esvelts. La majoria hutu, aproximadament el 75% de la població, eren agricultors cepats i forts. I els twa eren una minoria marginada de la població: una tribu de pigmeus, habitant als boscos com a caçadors i recol·lectors.
Encara que aquests grups eren diferents i estratificats en relació als altres, la frontera entre tutsis i hutus estava una mica oberta a la mobilitat social. L'elit tutsi es va definir per la seva propietat exclusiva de la terra i el bestiar. Els hutus, tanmateix, malgrat que no eren autoritzats socialment i políticament, podien adquirir estat de "kwihutura", acumulant riqueses i, per tant, elevant la jerarquia social a l'estatus de tutsi.
Les històries orals ruandeses, textos rituals i biografies més antigues recullen un dibuix contrastant de la diversitat cultural humana, en la que els termes tutsi, hutu i twa eren rarament utilitzats i tenien significats diferents dels concebuts pels europeus. En aquells, el terme tutsi equivalia a la frase "nobles rics"; hutu significa "agricultor"; i twa es va utilitzar per referir-se a persones qualificades en caça, l'ús del foc, la fabricació de ceràmica, la custòdia, etc. A diferència del disseny europeu, els agricultors rurals es caracteritzaven sovint com a rics i ben connectats. De vegades, els reis es fixaven en ells, però encara formaven lligams matrimonials amb ells i eren descrits freqüentment conferint-los títols, terrenys, ramats, exèrcits, servidors i funcions rituals.

## Mites d'origen
Les elits a la Ruanda pre-colonial propagaren un mite originari dels tres grups per justificar la relació jeràrquica de desigualtat sociopolítica entre ells en termes sagrats i religiosos. Segons aquest mite, Kigwa, deïtat que va caure del cel, tenia tres fills: Gatwa, Gahutu i Gatutsi. Va escollir un d'ells donant a cadascú la responsabilitat de vigilar una olla de llet durant la nit. Gatwa es va beure la llet, Gahutu es va quedar adormit i va vessar el seu pot, i només Gatutsi vigilava, mantenint la seva llet segura. Per tant, Kigwa va designar Gatutsi com el seu successor, i Gahutu com el seu germà servent, mentre Gatwa es va resignar a ser l'estat de foragitat. Gatutsi posseiria el ramat i poder, i a Gahutu només li seria permès adquirir el bestiar a través del servei a Gatutsi, mentre que Gatwa va ser condemnat a estar marginat de la societat. Aquest mite va ser la base de la relació jeràrquica que posava als tutsis a la cúspide de la piràmide social: per sobre dels hutu que al seu torn eren per sobre dels marginats twa. La prevalença d'aquest mite es va convertir en la base de l'estratificació social i política de Ruanda.
Des del segle xv, quan els tutsis va arribar al que avui és Ruanda com a pastors migrants, amb l'inici de la colonització, Ruanda era una monarquia feudal. Va governar un monarca tutsi, distribuint la terra i l'autoritat política a través de caps hereditaris el poder dels quals es manifestava en la seva terra i la propietat del bestiar. La majoria d'aquests caps eren tutsis. La terra era cultivada sota un sistema imposat de mecenatge sota el qual els caps tutsis demanaven treball manual a canvi dels drets dels hutus a ocupar llurs terres. Aquest sistema va reduir els hutus amb l'estat de serfs. A més, quan Rwanda va conquerir els pobles de les seves fronteres, les seves identitats ètniques van ser deixades de banda i simplement foren etiquetats com a "hutus". Per tant, "hutu" esdevingué una identitat que no era necessàriament ètnica, sinó més aviat associada a la submissió.

## Jerarquia social estratificada
Aquest sistema social s'ha basat en cinc supòsits fonamentals, com a reforç a través de les interaccions del grup i influït pels mites culturals:
1. Que hi hagués diferències naturals fonamentals entre els grups
2. Que l'origen dels tutsis era celestial
3. Que la civilització que els tutsi van portar a Ruanda era superior
4. Que la reialesa dels Mwami tutsi era ordenada divinament i
5. Que passarien sancions divines si la monarquia era usurpada per qualsevol altre grup.[9]

Malgrat l'estratificació promulgada per aquestes idees, Rwanda encara era una societat molt unificada. No obstant això l'associació amb diferents grups en la jerarquia polític-social, els habitants es consideraven tots part de la mateixa nació, els Banyarwanda, qui vol dir poble de Ruanda. Parlaven el mateix idioma, practicaven les mateixes tradicions culturals i adoraven el mateix déu. Tanmateix, l'arribada dels colonitzadors europeus més tard podria explotar les divisions del grup com, a mitjà d'assegurar-ne el control.
La concepció moderna de tutsis i hutus com a diferents grups ètnics de cap manera reflecteix la relació precolonial entre ells. Tutsis i hutus simplement ocupaven diferents llocs en la jerarquia social de Ruanda, divisió que va ser exacerbada per lleugeres diferències en l'aparença propagades per ocupació i pedigrí.

## Colonització alemanya i belga
Alguns intel·lectuals europeus argumenten que la construcció de les identitats ètniques divergents "tutsi" i "hutu" va ser formulades durant l'era de la colonització europea a partir de finals de 1880 fins a la dècada de 1950. El colonialisme alemany no va canviar el sistema social estratificat existent. Els alemanys no estaven interessats en intervenir en afers socials, la seva única preocupació era l'extracció eficient dels recursos naturals i el comerç dels cultius comercials rendibles. Els buròcrates colonials es basaven força en els caps nadius tutsis per mantenir l'ordre sobre les classes baixes hutu i recaptar impostos. Per tant, l'afirmació alemanya de l'estructura social estratificada es va utilitzar per l'aristocràcia tutsi com a justificació del domini de la minoria sobre les masses hutus de classe baixa. La derrota d'Alemanya en la Primera Guerra Mundial va permetre a les forces belgues conquerir Ruanda. La participació belga a la regió era molt més intrusiva que l'administració alemanya. En una era de darwinisme social, antropòlegs europeus reclamen la identificació d'una "raça camítica" separada, que era superior a les poblacions natives "negroides". Sota la influència d'actituds racialitzades, els científics socials belgues declararen que els tutsis, que exercien el control polític a Ruanda, podrien ser descendent dels camites, que compartien una línia de sang més propera als europeus. Els belgues van concloure que tutsis i hutus componien dos grups etno-racials fonamentalment diferents. Així, els belgues van considerar que els tutsis eren més civilitzats, superiors, però el més important, més europeus que els hutus. Aquesta perspectiva posa el control social en mans dels tutsis a costa dels hutus. D'altra banda, aquesta afirmació belga de la teoria camítica proporcionava una base conceptual per tutsis i hutus per començar a identificar-se a si mateixos com diferents grups ètnics. Els belgues establiren una teoria racial integral que dictaria la societat ruandesa fins a la independència: la superioritat racial tutsi i l'opressió hutu. La institucionalització de la divergència ètnia tutsi i hutu es va realitzar a través de mitjans administratius, polítics econòmics i educatius.
Principalment, el colonialisme belga va destacar les diferències físiques i socials. La propaganda incessant belga retratant els tutsis com el grup ètnic més "evolucionat" en aparença, intel·ligència i altura, mentre que els hutus eren qualificats com a ignorants, retardats, i vils.
Naturalment els tutsis va donar la benvinguda a aquest cisma ètnic perquè pensat en aquests termes racialitzats tenia beneficis socials tangibles: reivindicava la seva minoria el domini sobre la majoria hutu. Aquesta propaganda administrativa va tenir un efecte subconscient de convèncer hutus i tutsis que de fet eren membres de grups ètnics diferents, no grups socials. Per a les elits colonials belgues, aquest era l'estratègia clàssica divide et impera: dividir els grups al llarg de les fronteres socials sortints servia com a mecanisme d'assegurar el control colonial sobre els grups indígenes. Inicialment, els administradors belgues van utilitzar un mètode de classificació basat en el nombre de ramat posseït per individu: qualsevol amb 10 o més bestiar era considerat membre de la classe aristocràtica tutsi. Tanmateix, la presència de hutus rics va ser problemàtica. Llavors, el 1933, l'administració colonial va institucionalitzar una classificació ètnica més rígida mitjançant l'emissió de targetes d'identificació ètniques; tots els ruandesos van ser oficialment marcats com a tutsi, hutu o twa.

## Hegemonia política i econòmica tutsi
Una teoria suggereix que la promoció belga de la dominació política tutsi va servir com a principal catalitzador de ressentiments ètnics en creixement. Els belgues van desmantellar els regnes hutu que havien mantingut el control local al nord-oest. El 1926, els belgues van abolir els càrrecs locals de "cap de terra", "cap de bestiar" i "cap militar" i, en fer-ho, van desposseir els hutus del seu poder local limitat sobre la terra. En lloc d'això, van establir una aristocràcia tutsi autoritària per governar les majories hutus en la qual els tutsis van exercir de governadors provincials, caps tribals i buròcrates civils. Els funcionaris hutu van ser exclosos de les estructures administratives locals, mentre que els caps hutus se'ls va denegar sistemàticament de governar la seva pròpia gent com ho havien fet durant segles abans. L'establiment del govern de la minoria tutsi va crear molta amargor entre la majoria hutu que se sentia desautoritzada i reprimida políticament. Aquest ressentiment polític va alimentar el desenvolupament d'un abisme ètnic entre els tutsis que exercien el poder polític i els hutus que estaven exclosos del poder.
Les polítiques econòmiques belgues van augmentar encara més la divisió ètnica entre tutsis i hutus. Les elits colonials van entregar grans subvencions de terra als tutsis i van desplaçar antics hisendats hutus rics. Els belgues van enfortir l'ordenament feudal del passat precolonial de Ruanda forçant als hutus a treballar en terrenys propietat de tutsis. A més, els tutsis van ser nomenats funcionaris comercials i cobradors d'impostos, reforçant encara més l'hegemonia econòmica tutsi sobre els hutus. Les polítiques colonials van aprofundir l'estratificació de classes preexistents: els tutsis eren principalment terratinents i comerciants rics de classe alta, mentre que els hutus ocupava feines de classe baixa com a agricultors i treballadors pobres. Aquestes profundes diferències de classe proporcionen un marc per a la identificació de les identitats ètniques: l'odi de classe era una eina prominent per alimentar ideologies etnacionalistes divergents. Així, aquesta estratificació socioeconòmica va ser un dels principals impulsors en la formulació d'identitats ètniques: l'opressió dels hutus a mans dels tutsis va servir com a catalitzador clau en la formació d'una identitat hutu comuna entre les classes baixes explotades, mentre que la supremacia econòmica tutsi sobre els hutus va servir com un catalitzador clau en la formació d'una identitat tutsi única entre les classes altes privilegiades.
Finalment, el sistema educatiu va reforçar la bifurcació de la identitat ètnica tutsi i hutu. L'Església Catòlica Romana, els principals educadors del país, va subscriure les diferències entre hutus i tutsis desenvolupant sistemes educatius separats per a cadascun. No és sorprenent que, als anys quaranta i cinquanta, la gran majoria dels estudiants eren tutsis, tot i que la majoria dels ruandesos s'identificaven ara com hutus.

## Teoria racial hutu
Els antropòlegs actuals argumenten que la suma total d'aquestes mesures colonials va crear un ressentit complex d'inferioritat entre els hutus. Encara que la teoria camítica va ser utilitzada conjuntament pels belgues i els tutsis per oprimir sistemàticament els hutus, els hutus mateixos interioritzaren la hipòtesi i li va donar la volta al voltant com un marc per a la visualització dels tutsis. Els intel·lectuals hutus re-emmarcaren la teoria de la raça com un mecanisme de defensa. La inferioritat hutu va evolucionar cap al dret de supremacia a Ruanda, mentre que la tutsi superioritat es va convertir en una estranyesa il·legítima per governar a Ruanda. Els tutsis van ser vistos no com els legítims governants que els belgues van afirmar que eren, sinó com a estrangers de l'Àfrica nord-oriental que van envair territoris "legítims" hutu. Aquesta reconstrucció hutu del mite de l'estrangeria tutsi va ser difosa i propagada com una reacció al domini tutsi "injust".

### El dilema de seguretat ètnica
Altres marcs teòrics també poden explicar la construcció de la divergència ètnica entre tutsis i hutus. En primer lloc, la creació d'identitats ètniques sortints es pot veure com un millor mecanisme per capturar el ressentiment de classe per part dels hutus; formar una dimensió ètnica sobre les identitats de classe era una millor estratègia per a la mobilització de les masses i legitimar la resistència contra la classe alta tutsi, ètnicament diferent. En segon lloc, una reelaboració del dilema de seguretat de Michael Mann en el cas de Ruanda produeix el dilema ètnic de seguretat: els hutus perceben que els tutsis estaven formant una identitat ètnica distinta, empesos pels belgues, per legitimar el control polític. Independentment de si aquesta percepció ha estat veritable, els hutus va respondre a aquest suposat "atac ètnic" formant la seva pròpia identitat ètnica. En reacció en ser etiquetats el grup ètnic superiors pels belgues, i en vista de la creixent etnicitat hutu, els tutsis acceptaren i interioritzaren aquesta etiqueta ètnica, promovent la identitat ètnica tutsi com a defensa.
Aquest model dilema de seguretat ètnica és una explicació teòrica viable per la construcció de les identitats ètniques divergents.
És difícil d'identificar quan en el temps històric aquestes diferències socials esdevingueren diferències ètniques. El llarg procés de construcció de l'ètnia, però, va continuar i enfortir en els anys postcolonials.

## Marc postcolonial
La teoria americana predominant en aquest període en què el domini colonial de Bèlgica sobre Ruanda va arribar a la seva fi durant la dècada de 1950, els hutus i tutsis, com a identitats racials, havia estat fermament institucionalitzada. L'enginyeria racial manipuladora pels belgues, i les pràctiques despòtiques dels caps tutsis empoderats per ells, va ajudar a impulsar conjuntament les subclasses dispars ruandeses sota el sobrenom de "Hutu". Quan finalment els belgues abandonaren Ruanda als primers anys de la dècada de 1960, la política de la divisió racial i ètnica es va mantenir. I en les següents dècades, tant els hutus ultra nacionalistes com els moderats i conciliadors podrien modelar i torçar les etiquetes hutu i tutsi per adaptar-les a la conveniència política.

### Racionalització de les identitats hutu i tutsi sota Kayibanda
Els intel·lectuals comunistes argumentaren que malgrat la seva opressió sistemàtica, va sorgir una classe d'intel·ligèntsia política hutu sota la influència del pensament comunista contemporani, formant una estrofa contra el govern de l'elit sobre les masses proletàries, qui es va reinterpretar com a domini general tutsi sobre els hutus. Aquesta contra-elit hutu va explotar en l'escena política a la fi de la dècada de 1950 contra les influències colonials belgues i el seu ferm suport de la minoria tutsi va declinar. La contra-elit hutu emergent va donar veu a la majoria "hutu" a través d'una sèrie de proclames polítiques i, més tard, aconseguiren victòries electorals. No obstant això la veu emergent la veu ha estat enganyada per dècades de subjugació; una que defensava el nacionalisme hutu i el sentiment anti-tutsi. El resultat va ser una "consciència política hutu" impulsada per forces nacionalistes i populistes amb l'objectiu de destronar els privilegiats tutsis i crear una falca més profunda entre llurs pobles.
El 1957, aquestes elits nacionalistes hutu van fer el seu debut polític quan es va rebre una missió a la regió amb dues declaracions d'independència del poble ruandès. La primera, proclamada pel Consell Superior del Mwami (rei), va proposar una ràpida transferència de poder dels belgues al lideratge del lideratge reial tutsi. Anomenat Mise au point, el document va ressaltar la importància de posar fi a les tensions racials entre els colonitzadors blancs i els colons negres. Un mes més tard, les elits polítiques hutus van respondre a la seva pròpia declaració, el "Manifest Bahutu". Aquest document és per a un doble alliberament del poble hutu, primer de la raça dels colons blancs, i segon de la raça dels opressors camites, els tutsi. El document va establir en moltes maneres el to de futur del moviment nacionalista hutu mitjançant la identificació del "problema indígena racial" de Ruanda com el social, polític i econòmic "monopoli que està en mans d'una raça, els tutsis." El manifest també va servir de presumpció de que futures identitats polítiques a Ruanda es definissin al llarg d'identitats racials.
Al principi de la Revolució Social de 1959 dos anys després, van sorgir quatre partits polítics importants: dos partits monàrquics tutsis Union Nationale Rwandaise (UNAR) i Rassemblement Democratique Rwandais (RADER), i dos partits hutus, el nacionalista Mouvement Democratique Rwandais / Parti du Mouvement et de L'Emancipacion Hutu (MDR-PARMEHUTU), i els moderats constitucionalistes l'Association pour la Promotion Sociale de la Masse (APROSOMA). Això marca la primera vegada en la història de Ruanda com una identificació tan rígida havia evolucionat seguint línies ètniques. No tots els partits van defensar la segregació de la població hutu i tutsi, però la divisió va assegurar que la diferenciació sociopolítica pionera sota el colonialisme continuaria florint en la independència.
En les conseqüents eleccions provisionals va saltar a la palestra el partit nacionalista de Grégoire Kayibanda (MDR-PARMEHUTU). Aquesta victòria va donar al PARMEHUTU un mandat evident per iniciar el seu programa de segregació i discriminació contra els tutsis. Aviat, Kayibanda robaria la cobertura política que necessitava per a consolidar el control sobre la política de Ruanda i extirpar els tutsis de l'arena política. En novembre i desembre de 1963, els tutsis que havien fugit de Ruanda entre 1959 i 1963, durant el tumultuós sorgiment de la política nacionalista hutu, van dur a terme una sèrie de petits atacs creuen la frontera. Aquests exiliats, públicament denominats inyenzi ("paneroles") per Kayibanda, van ser retratats pel govern hutu com a diferent dels tutsis domèstics només per l'extremisme de les seves creences polítiques i, per tant, els tutsi domèstics sovint foren sospitosos de ser col·laboradors en els atacs. Partint d'aquesta sospita, PARMEHUTU va demonitzar i discriminar obertament la minoria tutsi, políticament i socialment, arran de les incursions de 1963. Es van reprendre els homicidis desorganitzats contra tutsis a nivell local, amb mínima intervenció del govern. Kayibanda, mentrestant, va ordenar l'execució de gairebé dues dotzenes de figures polítiques moderades tutsis, que van decapitar efectivament els partits nacionals tutsis. Això va deixar als extremistes tutsis a l'exili com l'única força política tutsi de la regió i els objectius principals per a la demonització futura.
A la fi de 1963 PARMEHUTU havia establert la supremacia política a Ruanda, amb Kayibanda com a president. També va establir, a la vista del públic, la sempre present amenaça d'una invasió externa tutsi, la sospita de la qual sovint traduïda a represàlies contra la població tutsi interna. Pel 1964, Kayibanda havia intervingut per sufocar els assassinats en represàlia, però la posició sociopolítica de la minoria tutsi van continuar disminuint. En la dècada següent sota el govern de PARMEHUTU tots els tutsis van ser apartats de la funció pública, es va reduir la seva inscripció en el sistema d'educació pública i van ser relegats a la condició de ciutadans de segona classe. Potser el més important, el govern va continuar mitjançant la literatura oficial i el sistema d'educació pública, caracteritzant la divisió hutu/tutsi com racial en la naturalesa, no ètnica. El propòsit d'aquesta distinció és que, a través d'una diferenciació "racial", es podria caracteritzar als tutsis ruandesos com a estrangers, no indígenes i, per tant, no genuïns; mentre que les diferenciacions ètniques podrien existir perceptiblement dins d'una sola identitat nacional. Sota Kayibanda, els tutsis interns eren vists no com a ciutadans ruandesos pel govern hutu, sinó com a estrangers domèstics tolerats; participatius en la vida civil, però allunyats de l'esfera política i dels corresponents drets i proteccions.

## Etnització de la identitat hutu/tutsi sota Habyarimana
El juliol del 1973 les massacres tutsis de les elits hutu a la veïna Burundi va provocar un altre brot de tensió interna racial a Ruanda, on els tutsi domèstics van ser novament culpats de l'acció dels seu "contraparts" estrangers. Com en el cas en 1963, es van iniciar represàlies polítiques i físiques contra tutsis domèstics començant amb la llista negra d'estudiants tutsis de les universitats estatals, i la seva difusió a la societat en general.
Amb el temps, la violència domèstica i la deterioració esdevingué tan greu que el major general Juvénal Habyarimana va liderar un cop miliar, enderrocant el règim nacionalista PARMEHUTU i establint la Segona República. La segona república, un règim militar de partit únic sota Habyarimana va tractar de fer retrocedir les polítiques de racialització del seu antecessor responsable de la discòrdia domèstica. La divisió Hutu/Tutsi fou reclassificada pel govern com a “ètnica,” no racial, i la moratòria en la participació en el govern dels tutsis va ser aixecada (però la participació tutsi en el govern es va mantenir baixa). Es van establir sistemes de quotes per a la participació ètnica en treballs d'educació i del sector públic; intentaren distribuir proporcionalment entre els grups ètnics hutu i tutsi. En aquest cas, però, la participació dels històricament més instruïts tutsis es va mantenir inflada. En la seva cerca declarada per corregir els errors històrics, Habyarimana va comprometre el govern a una política de "reconciliació". No obstant això, una reclassificació de la diferenciació ètnica hutu / tutsi de racial a ètnica no era equivalent a un rebuig de la diferenciació de si mateixa, i la discriminació encara era prevalent en la societat i la política. Tot i que el "tutsi" eren definits per l'estat com una minoria ètnica, se'ls va negar el reconeixement com a minoria protegida i els van mantenir conspícuament absents dels càrrecs electes.
Alguns vestigis de l'antic règim van continuar codificats, de tal manera que els oficials militars hutus no estaven autoritzats a casar-se amb dones tutsis. Al seu torn, l'hutu Habyarimana va assegurar a la majoria hutu que un líder hutu sempre seria el "líder i protector" de la república. Per tant, Juvénal Habyarimana encara defineix els termes de la "reconciliació" mantenint els tutsi políticament subordinats sota el seu règim.
Potser més insidiosament, però, va ser com la transició al règim de Habyarimana il·lustrava la facilitat i mitjans pels quals els règims nacionals ruandesos podrien tornar a dibuixar i manipular les divisions racials/ètniques del seu propi poble per tal d'adaptar-les a les seves pròpies agendes polítiques. Tot i anys de relativa pau després de la formació de la segona república, els objectius de la reconciliació de Habyarimana finalment va fracassar. Les diferències hutu/tutsi van quedar codificades per llei. Quan el govern de Habyarimana va iniciar la transició a un sistema democràtic a finals de 1980, potser era inevitable que les divisions es manifestarien un cop més al llarg de les línies hutu/tutsi. Al seu torn, el ressentiment popular hutu a la representació desproporcionada dels tutsis en el sistema de quotes significava que la fricció entre els grups mai no s'havia dissipat realment. Alguns científics polítics acreditaven aquests fracassos com alguns dels motius pels quals Ruanda va caure tan ràpidament en la confusió política sobre línies ètniques en els anys immediatament anteriors al genocidi de 1993.

## Targetes d'identitat ètniques en la Ruanda contemporània
En 1933 l'administració belga de Ruanda va iniciar l'emissió de targetes d'identitat política, una política que romandria durant més de mig segle i que no crearia l'etnicitat, però en comptes asseguraria la seva prova i la seva importància social. Aquests instruments de documentació seria la clau per fomentar el devastador genocidi de Ruanda en 1994.
Durant la dècada de 1990 els hutus, que comprenia una majoria significativa de la població de Ruanda, van ser manipulats com a instruments polítics del règim del president Juvénal Habyarimana. Sota un ordre imposat per democratitzar, Habyarimana va reunir la majoria hutu contra el que ell representava com el seu enemic racial, els tutsi, en la mesura d'evitar que a divisió regional i de classe es convertíssin en qüestions políticament rellevants. D'aquesta manera, aquest clima polític va assegurar que la identitat nacional es definís singularment a través de les línies ètniques, un perillós preludi per a la consecució del genocidi. La tensa situació es va inflamar amb l'assassinat de Habyarimana el 1994. Ràpidament, l'administració hutu va implementar una política per matar qualsevol tutsi, un procés que es va simplificar amb les targetes d'identitat.

## Flexibilitat de la identificació ètnica
Les targetes d'identitat esdevingueren objecte de paranoia, ja que aquesta forma d'identificació permetia la reinvenció de la identitat personal mitjançant la "modificació" il·legal; durant el genocidi, es cometeren "errors" sovint a causa d'aquesta flexibilitat en la identitat. En particular, a causa del fet que no hi va haver una diferència real en el llinatge patern, hi va haver una dificultat considerable per establir una veritable paternitat. D'altra banda, l'endogàmia particularment a la regió sud del país va fomentar sospites sobre paternitat hutu o tutsi. Tot i que la modificació era escassa, el dubte sobre la identitat ètnica va servir com a prova que a diferència de la retòrica del govern de Ruanda, i que dels colonitzadors belgues, l'ètnia no era primordialista per naturalesa. En comptes, l'origen ètnic és una identitat superposada socialment construïda que podria ser canviada, independentment de l'emissió de targetes d'identitat.
El final del genocidi va resultar en l'elecció d'un govern tutsi, el Front Patriòtic Ruandès (FPR). Aquest canvi de poder va proporcionar a la minoria tutsi l'accés al poder i al privilegi, canviant completament les concepcions socials. Els intents de reconstruir el país devastat per la guerra es van centrar en eclipsar la identitat per por a que es produirien represàlies i càstigs contra els hutus. L'agenda del govern era, per tant, reduir la identitat a ser només "ruandès". En aquesta societat post-genocidi, la identitat va ser suposadament re-conceptualitzada per desviar l'èmfasi de l'ètnia a una divisió de la població en les categories de víctimes, vencedors, supervivents, i els autors.

## Noves identitats socials
Tanmateix, en la identificació de víctimes i supervivents, alguns ruandesos es deixen identificar com a autors. Això es converteix cada vegada en més problemàtic, ja que tots els hutus es consideren autors, ja que la seva supervivència al genocidi sembla implicar algun tipus de complicitat amb l'antic govern. Per tant, en aquest procés de reconstrucció i de portar partits culpables a la justícia, el govern actual està proporcionant enllaços penjants als mateixos orígens ètnics que desitgen abolir i s'estan arriscant a reforçar les suposades divisions ètniques "passades".
A més, la política governamental per reduir la identitat a "només un ruandès" només ha tingut èxit en l'esfera pública de la retòrica i la burocràcia del govern. De fet, l'etnicitat continua sent socialment rellevant. Però la seva importància s'ha transferit a l'esfera privada: un espai que pot fer que les divisions siguin encara més destructives. Per tant, el concepte d'eliminació de l'etnicitat és problemàtic tant en el concepte com en la realitat, ja que no és raonable esperar un canvi tan dràstic en la percepció ruandesa.